# Liste der Mitglieder der Internationalen Datenschutzkonferenz
Die aktuellen (September 2005) 63 Mitglieder der Internationalen Konferenz der Beauftragten für den Datenschutz und den Schutz der Privatsphäre sind:

## Nationale Institutionen
- Argentinien: Director Nacional de Protección de Datos Personales
- Australien: Federal Privacy Commissioner
- Belgien: Commission de la vie privée (Commissie voor de bescherming van de persoonlijke levenssfeer)
- Dänemark: Datatilsynet
- Deutschland: Bundesbeauftragter für den Datenschutz und die Informationsfreiheit
- Finnland: Tietosuojavaltuutetun Toimisto
- Frankreich: Commission Nationale de l’Informatique et des Libertés
- Griechenland: Griechische Datenschutzbehörde
- Irland: An Coimisinéir Cosanata Sonraí
- Island: Datenschutzbehörde
- Italien: Garante per la protezione dei dati personali
- Kanada: Privacy Commissioner of Canada (Commissaire à la protection de la vie privée du Canada)
- Korea: Koreanische Informationssicherheitsbehörde
- Lettland: Datu Valsts Inspekcija
- Litauen: Valstybine Duomenu Apsaugos Inspekcija
- (Luxemburg: Commission Nationale pour la Protection des Données) zur Aufnahme vorgeschlagen
- Malta: Datenschutzbeauftragter
- Neuseeland: Privacy Commissioner (Te Mana Matapono Matatapu)
- Niederlande: College Bescherming Persoonsgegevens
- Norwegen: Datatilsynet
- Österreich: Datenschutzbehörde
- Polen: Generalny Inspektor Ochrony Danych Osobowych
- Portugal: Comissão Nacional de Protecção de Dados
- Rumänien: Avocatul Poporului
- Schweden: Datainspektionen
- Schweiz: Eidgenössischer Datenschutzbeauftragter
- Slowenien: Varuh Clovekovih Pravic
- Slowakei: Inspektionseinheit für die Sicherheit von Personendaten
- Spanien: Agencia Española de Protección de Datos
- Tschechische Republik: Urad Pro Ochranu Osobnich Udaju
- Ungarn: Parlamentarischer Beauftragter für Datenschutz und Informationsfreiheit
- Vereinigtes Königreich: Information Commissioner
- Zypern: Personal Data Protection Commissioner

## Subnationale Institutionen
- Australien
  - New South Wales: Privacy Commissioner
  - Northern Territory: Information Commissioner
  - Victoria: Privacy Commissioner
- Deutschland
  - Bayern: Bayerischer Landesbeauftragter für den Datenschutz
  - Berlin: Beauftragter für den Datenschutz und Informationsfreiheit
  - Brandenburg: Landesbeauftragter für den Datenschutz und für das Recht auf Akteneinsicht
  - Hamburg: Hamburgischer Datenschutzbeauftragter
  - Hessen: Hessischer Datenschutzbeauftragter
  - Mecklenburg-Vorpommern: LfDI Mecklenburg-Vorpommern
  - Rheinland-Pfalz: LfDI Rheinland-Pfalz
  - Sachsen-Anhalt: LfD Sachsen-Anhalt
  - Schleswig-Holstein: Unabhängiges Landeszentrum für Datenschutz Schleswig-Holstein
  - Thüringen: Thüringer LfDI
- Guernsey: Data Protection Commissioner
- Isle of Man: Data rotection Registrar (Oik Recortysser Codey Fysseree Ellan Vannin)
- Jersey: Data Protection Registrar
- Kanada
  - Alberta: Information and Privacy Commissioner
  - British Columbia: Information and Privacy Commissioner
  - Manitoba: Ombudsman (L'Ombudsman du Manitoba)
  - Ontario: Information and Privacy Commissioner of Ontario (Commissionaire à l'information er à la protection de la vie privée)
  - Quebec: Information Access Commission (Commission d'accès à l'information)
  - (Saskatchewan: Information and Privacy Commissioner of Saskatchewan) zur Aufnahme vorgeschlagen
- Hong Kong: Privacy Commissioner for Personal Data
- Schweiz
  - (Kanton Basel-Landschaft: Datenschutzbeauftragter des Kantons Basel-Landschaft) zur Aufnahme vorgeschlagen
  - Kanton Zürich: Datenschutzbeauftragter des Kantons Zürich
  - Kanton Zug: Datenschutzbeauftragter des Kantons Zug
- Spanien
  - (Baskenland: Agencia Vaska de Protección de Datos) zur Aufnahme vorgeschlagen
  - Katalonien: Agència Catalana de Protecció de Dades
  - Madrid: Agencia de Protección de Datos de la Comunidad de Madrid

## Internationale und supranationale Institutionen
- Für den Europäischen Rat: Datenschutzbeauftragter (ohne Stimmrecht)
- Europäische Union
  - Europäischer Datenschutzbeauftragter (mit Stimmrecht)
  - Gemeinsame Kontrollinstanz des Zollinformationssystems (ZIS)
  - Gemeinsame Kontrollinstanz von Europol
  - Gemeinsame Kontrollinstanz für das Schengener Informationssystem (SIS)
- Für Interpol: Kommission für die Kontrolle der Interpol-Dateien